# Jüri Jaakson
Jüri Jaakson, född 16 januari (Nya stilen, 4 januari Gamla stilen) 1870 i Kokaviidika nära Viljandi, Guvernementet Livland, död 20 april 1942 i Sosva, Sverdlovsk oblast, Sovjetunionen, var en estnisk jurist och politiker. Han var Estlands riksäldste från 16 december 1924 till 15 december 1925.

## Biografi
Jaakson utbildades vid Hugo Treffner-gymnasiet i Tartu och läste juridik i Tartu från 1892 till 1896. Han arbetade därefter som advokat, först i Viljandi från 1896 till 1901 och därefter i Riga fram till 1914.
Jaakson var ledamot av Riigikogu under större delen av mellankrigstiden för det liberalkonservativa Estniska folkpartiet och var minister i flera regeringar under de första åren efter självständigheten. Han var som styrelseledamot också med om att grunda flera banker i det unga Estland. Efter det bolsjevikiska kuppförsöket i Estland 1924 kom Jaakson att leda en bred nationell samlingsregering, från 16 december 1924 till 15 december 1925, i egenskap av riksäldste som kombinerad regerings- och statschef. 1926 blev han ordförande för Estlands centralbank, Eesti Pank, en post som han höll fram till 1940. I denna egenskap var han även representant för Estland i Nationernas Förbunds finansutskott från 1929 till 1936, samt från 1938 till 1940 medlem av parlamentets övre kammare, Riiginõukogu.
Efter den sovjetiska ockupationen av Estland arresterades Jaakson av NKVD 14 juni 1941. Han avrättades i ett fångläger i Sosva i Uralbergen 20 april 1942 och gravplatsen är idag okänd.

## Familj och privatliv
Jaakson var gift med Mary Vilhelmine Olga Jaakson. Paret fick en dotter, Liidia, född 1918.

## Utmärkelser
- 1920 - Frihetskorset, tredje graden, första klassen
- 1925 - Tre Stjärnors orden, första klassen
- 1930 - Örnkorsets orden, första graden